# El Pocino
El Pocino o El Pocino de Charo es una localidad española perteneciente al municipio de La Fueva, en el Sobrarbe, provincia de Huesca, Aragón. Antiguamente pertenecía al municipio de Muro de Roda.

## Toponimia
El nombre de Pocino tiene etimología latina clara, pues deriva de la palabra aragonesa pocino (del latín putinus, de puzos) que suele definir un puesto a la sombra de algún monte, que es justo como se encuentran las casas de la población respectiva en el cerro de Charo. El apelativo de Charo se documenta desde 1873 y hace referencia clara a la pertenencia al municipio que tenía cabecera en Charo.

## Geografía
Es una aldea histórica de Charo, a pocos cientos de metros de dicha localidad, y también situada en las faldas del cerro de Charo, aunque en lo alto de una sierra por la parte norte, de ahí su denominación. Se llega por una bifurcación de la pista que se separa de la carretera local HU-V-6442 para subir hasta Charo.

## Historia
Junto con Charo, Alueza, Aluján y algunas zonas en las bajantes del cerro formaron parte del municipio de Charo hasta su inclusión en el de Muro de Roda hacia 1857. Desde la década de 1960 forma parte del municipio de La Fueva.

## Demografía
Según el INE 2010, cuenta con 8 habitantes, de los cuales 6 son hombres y 2 son mujeres. 
Tiene dos casas habitadas. En cada casa habitan 4 personas.
Es imprescindible especificar la fuente de los datos.
Para ello, usa el parámetro "fuente".
Para más información, consulta Plantilla:Evolución demográfica/doc.

## Lugares de interés
Cabe destacar la Casa Fantova.
La capilla de la localidad está consagrada a san Esteban y en la actualidad sirve de borda para almacenar herramientas.

## Fiestas
- 1 de mayo, fiesta menor,[3] en honor a san Salvador, que se celebra conjuntamente con Charo y Alueza.
- 11 de noviembre, Fiesta Mayor, en honor a San Martín.[3]

## Imágenes

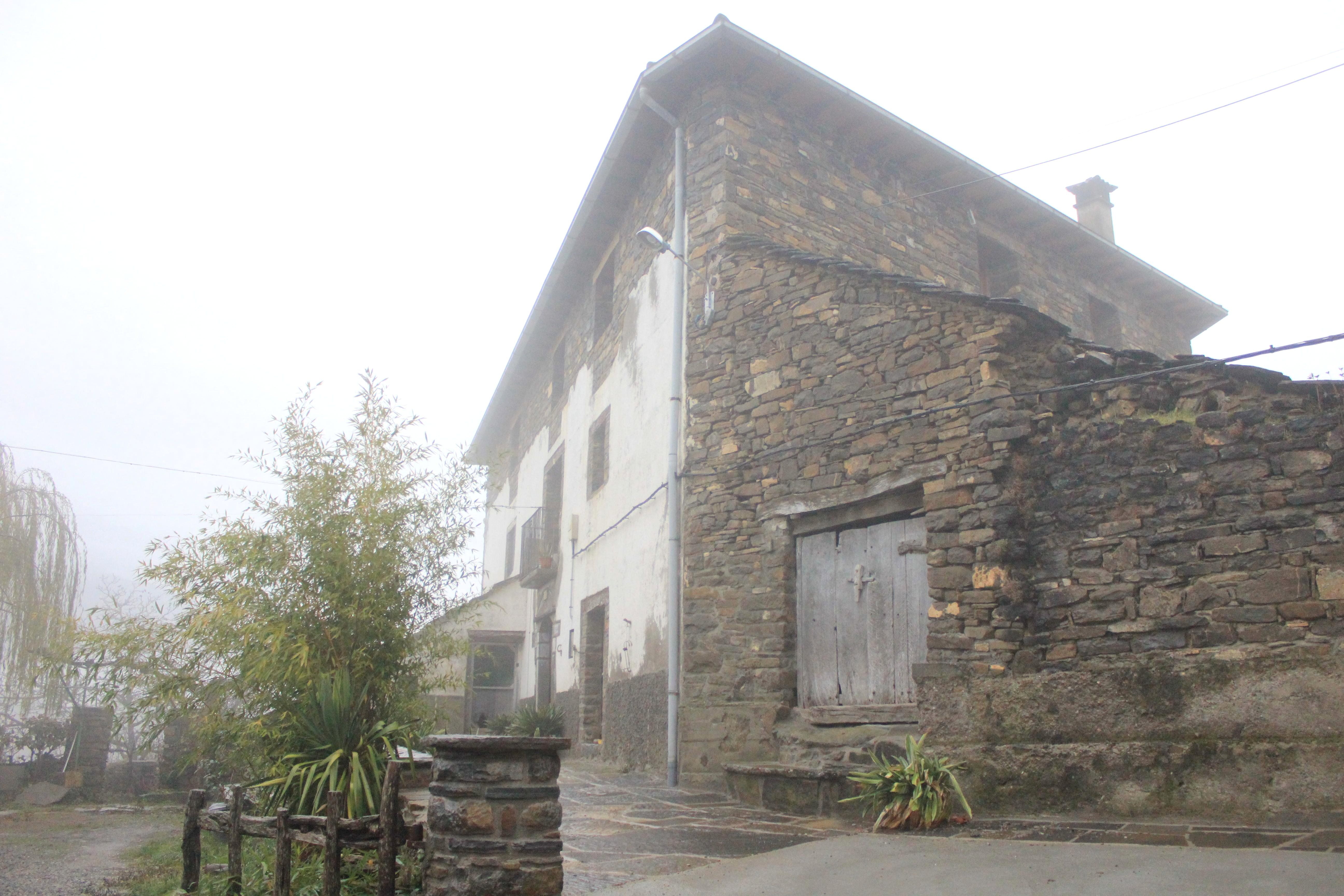
Una casa en El Pocino, con niebla.
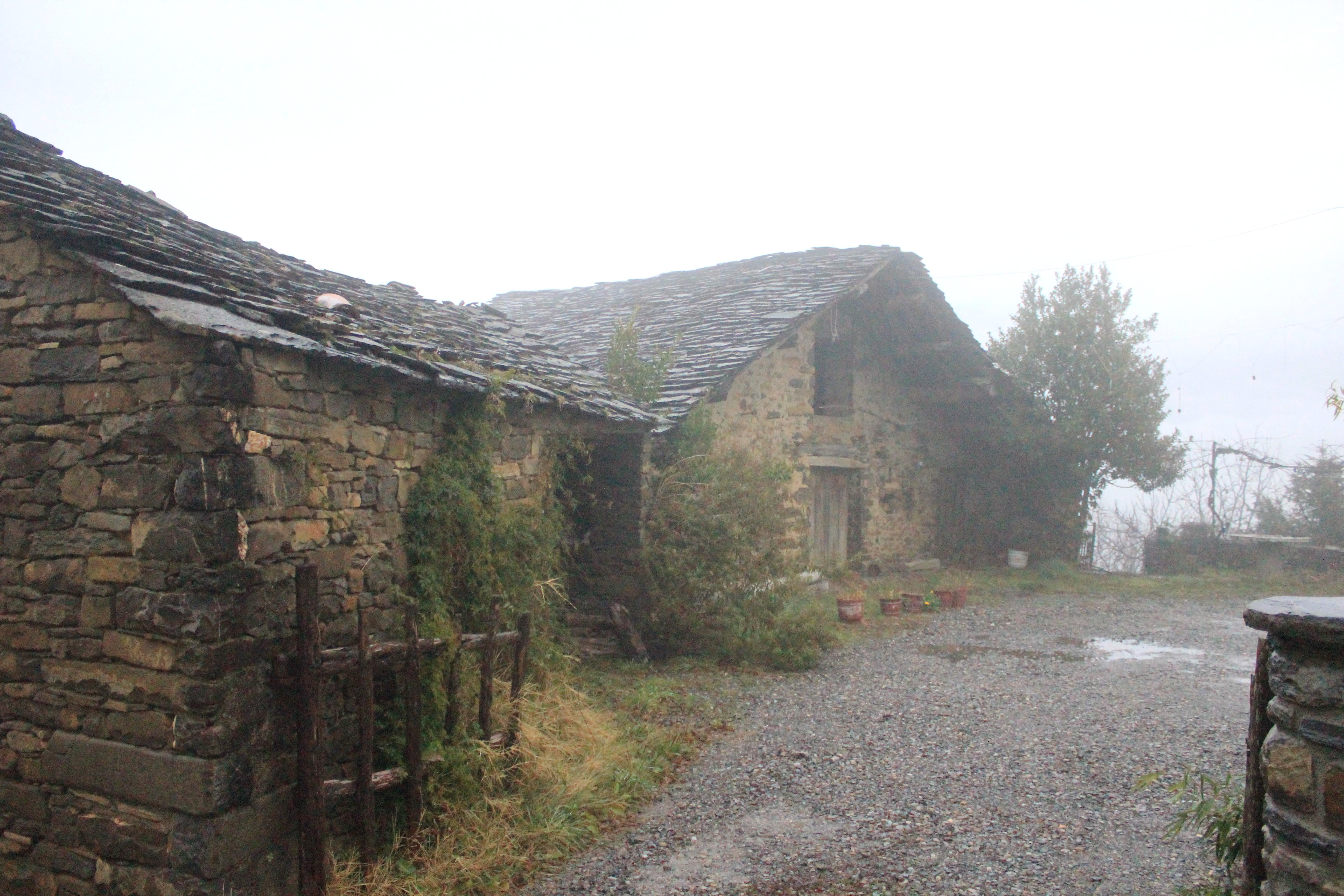
Bordas.